# Експеримент лікаря Абста
«Експеримент лікаря Абста» (рос. «Эксперимент доктора Абста») — радянський пригодницький фільм 1968 року за романом Олександра Насібова «Безумці».
Фільм вийшов в прокат в УРСР у 1968 році з українським дубляжем від Кіностудії Довженка.

## Сюжет
Військового лікаря Карцова — моряка з затонулого, через татуювання з ім'ям друга, яке він зробив у молодості, всі, як союзники, так і нацисти, вважають за німця Ганса Рейнгельта. Карцов через збіг обставин потрапляє на секретну базу, де такий собі лікар Абст здійснює експерименти із зомбування військових водолазів, як німців, так і колишніх союзників-італійців, щоб використати їх у великій диверсійній операції.

## Акторський склад
- Сергій Десницький — Кирило Карцов;
- Жанна Владимирська — Марта Рішер;
- Лаймонас Норейка — Артур Абст;
- Генадій Воропаєв — лейтенант Джорджо Пела;
- Улдіс Пуцитіс — Ґустав Ґлюк;
- Вітаутас Томкус — Вальтер;
- В'ячеслав Воронін — Йозеф Шустер;
- Петер Кард — Ґюнтер Руприх;
- Олев Ескола — німецький адмірал[3];
- Лесь Сердюк — сержант Бруно Ґаріта;
- Євген Весник — матрос Джаб;
- Галікс Колчицький — майор Вудсон;
- Сергій Сібель — лейтенант Фред Борхольм;
- В епізодах: Хенрикас Кураускас, Леонід Данчишин, Юрій Дашенко, Генріх Осташевський, П. Панченко, Олег Комаров[1][2].
- У фільмі знімалися матроси і офіцери кораблів і частин Червонопрапорного Чорноморського флоту.

## Знімальна група
- Автор сценарію: Олександр Насібов
- Режисер-постановник: Антон Тимонішин
- Оператор-постановник: Олександр Яновський
- Художник-постановник: Едуард Шейкін
- Режисер: Олег Ленціус
- Оператор: Л. Ребракова
- Композитор: Євген Зубцов
- Звукооператор: Ростислав Максимцов
- Режисер монтажу: І. Карпенко
- Редактор: Валентина Ридванова
- Художники: по костюмах — Н. Кібальчич; по гриму — Яків Грінберг; декоратор — А. Харечко
- Асистенти режисера: Л. Малиновська, Л. Брянцев, Борис Зеленецький
- Підводні зйомки: оператор — Костянтин Лавров; консультант — І. Горелий
- Комбіновані зйомки: оператор — Олександр Пастухов; художник — Віктор Демінський
- Директор картини: Давид Яновер[1][2].